# Ilya Kornilovitch Smirnov
Pour les articles homonymes, voir Smirnov.
Ilya Kornilovitch Smirnov (en russe : Илья Корнилович Смирнов), né le 30 juillet 1887 dans l'Empire russe et décédé le 28 juin 1964 en URSS, est un militaire soviétique, lieutenant-général.

## Biographie
Il est né le 30 juillet 1887 dans le village de Bolshoy Otryakovo dans le gouvernement de Kostroma. En 1908, il est enrôlé dans l'armée russe. Il participe à la Première Guerre mondiale comme sous-officier. En 1918 il s'engage dans l'Armée rouge. Durant la guerre civile russe, il commande le détachement de partisans dans la province de Perm. En 1923, il devient officier à Mogilev. En avril 1924, il commande la 8e école d'infanterie de Leningrad. En novembre 1924, il est inspecteur adjoint des universités dans le district militaire d'Ukraine.
En janvier 1935, il commande la 43e division d'infanterie dans le district militaire de Biélorussie. En juin 1937, il est membre du conseil militaire du district militaire de Kiev. En avril 1938, il commande des troupes du district militaire de Kharkov. Le 7 octobre 1938, il est membre du Conseil Militaire sous le Commissariat du Peuple de Défense de l'URSS. En avril 1940, il est inspecteur général adjoint de l'infanterie de l'Armée rouge.
Durant la Seconde Guerre mondiale, en février 1942, il commande la 18e armée (Union soviétique). De mai à juillet 1942, il commande la 24e armée (Union soviétique).

## Décorations
- Ordre de Lénine
- Ordre de l'étoile rouge
- Ordre de Koutouzov